# Kristian Donner
Kai Kristian Donner, född 22 februari 1952 i Helsingfors, är en finländsk zoolog. Han är son till Kai Otto Donner.
Donner avlade magisterexamen 1976, blev filosofie licentiat 1979 och filosofie doktor 1985, allt vid Helsingfors universitet. Hans doktorsavhandling hade titeln The Ganglion Cells of the Frog Retina: Receptive Field Mechanisms and Adaptational Changes in These. Han var docent i zoologi vid Helsingfors universitet 1987–1996 och biträdande professor 1996–1998 samt blev 1998 professor. Han har studerat fenomen inom nerv- och sinnesfysiologin, särskilt synsinnet hos djur och människor.
Kristian Donner är gift med författaren Annika Luther och de har åtta barn, däribland seriekonstnären Ulla Donner.